# Primeira Divisão de 1939–40
A Primeira Divisão de 1939–40 foi a 6ª edição da liga de futebol de maior escalão de Portugal. Realizou-se entre 14 de janeiro e 19 de maio de 1940. O Porto foi o campeão, sendo o 3º título do clube nesta competição e o bicampeonato.
Nesta época, o Porto tornou-se o segundo clube a conquistar o bicampeonato, a primeira vez do clube.

## Acontecimentos prévios
O início desta época ficou marcada pela polémica, devido a uma batalha administrativa entre o Porto e o Académico do Porto relativamente a um jogo do Campeonato Regional do Porto. A Federação Portuguesa de Futebol arranjou uma solução para satisfazer os dois clubes, alargando o campeonato para 10 equipas.
Um jogo do Campeonato Regional da AF Porto entre o Porto e o Académico do Porto acabou sendo interrompido pelo árbitro após um anormal número de expulsões e lesões, sobretudo do lado do FC Porto, atribuindo a vitória ao Académico. No entanto a decisão acabou sendo contestada pelo FC Porto, dado que os regulamentos da altura não previam a interrupção do jogo por número mínimo de participantes e a AF Porto deliberou a repetição do jogo, que resultou em vitória do FC Porto.
O Campeonato terminaria com Porto em primeiro, seguido de Leixões e Académico do Porto. No entanto, este último recorreu da decisão da AF Porto para a FPF. Dada a polémica instalada, a FPF decidiu pelo alargamento da Primeira Divisão para 10 clubes, abrindo-se uma vaga extra para a AF Porto e outra para a AF Setúbal, decisão que teria o voto contra do FC Porto, segundo os dirigentes do Académico, para impedir a participação deste no campeonato, dada a animosidade:

...como se sabe o [FC] Porto votou contra a inclusão de mais um grupo tripeiro só para nos prejudicar, o que sendo uma deslealdade, é um tanto anti-bairrista.— Dirigente do Académico ao Jornal Stadium de 10 de Janeiro de 1940
Para além disso, a FPF anulou também o jogo de repetição entre FC Porto e Académico, o que relegou o FC Porto para a 3ª posição do campeonato regional, e atribuiu automaticamente o título regional ao Leixões SC, que no entanto repudiou publicamente a situação:

O Leixões repudia a benesse. O meu clube não aceita título que não ganhou! O Leixões não quer ser campeão por favor. Não lhe assenta bem um título usurpado a outrem. Acho que foi infeliz a decisão da FPF! O FC Porto não merecia semelhante castigo, apenas para ser beneficiado um terceiro. Afinal, veio parar ao Leixões, que não sente nenhuma honra com o facto.— Edmundo Ferreira, presidente do Leixões SC em 1940
Na época seguinte, a prova voltaria a ser disputada por 8 equipas.

## Formato
Esta edição da Primeira Divisão foi disputada num sistema de todos contra todos a duas voltas, participando nela 10 equipas.
Qualificaram-se para esta edição os melhores classificados dos 4 Campeonatos Regionais mais competitivos: 4 equipas da AF Lisboa, 3 da AF Porto, 2 da AF Setúbal e 1 da AF Coimbra. A edição seguinte da competição seguiu o mesmo método para a qualificação, não havendo por isso despromoções.
Os jogos foram disputados apenas na segunda metade da época, após os Campeonatos Regionais terminarem.

## Participantes

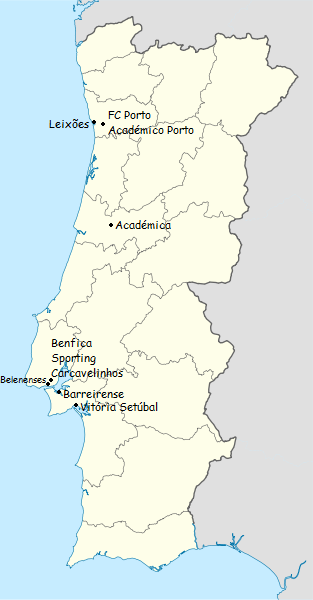
Os 10 clubes participantes

| Equipa               | Cidade     | Associação | 38/39 | Prtc |
| -------------------- | ---------- | ---------- | ----- | ---- |
| Académica de Coimbra | Coimbra    | AF Coimbra | 5º    | 6    |
| Académico do Porto   | Porto      | AF Porto   | 7º    | 4    |
| Barreirense          | Barreiro   | AF Setúbal | 6º    | 3    |
| Belenenses           | Lisboa     | AF Lisboa  | 4º    | 6    |
| Benfica              | Lisboa     | AF Lisboa  | 3º    | 6    |
| Carcavelinhos        | Lisboa     | AF Lisboa  | —     | 4    |
| Leixões              | Matosinhos | AF Porto   | —     | 2    |
| Porto                | Porto      | AF Porto   | 1º    | 6    |
| Sporting             | Lisboa     | AF Lisboa  | 2º    | 6    |
| Vitória de Setúbal   | Setúbal    | AF Setúbal | —     | 4    |

## Tabela classificativa
| Pos | Equipa               | Pts | J  | V  | E | D  | GM | GS | DG  |
| --- | -------------------- | --- | -- | -- | - | -- | -- | -- | --- |
| 1   | Porto (C)            | 34  | 18 | 17 | 0 | 1  | 76 | 21 | +55 |
| 2   | Sporting             | 32  | 18 | 15 | 2 | 1  | 87 | 23 | +64 |
| 3   | Belenenses           | 25  | 18 | 11 | 3 | 4  | 58 | 21 | +37 |
| 4   | Benfica (X)          | 23  | 18 | 11 | 1 | 6  | 58 | 34 | +24 |
| 5   | Barreirense          | 19  | 18 | 8  | 3 | 7  | 27 | 39 | −12 |
| 6   | Académica de Coimbra | 17  | 18 | 7  | 3 | 8  | 42 | 54 | −12 |
| 7   | Carcavelinhos        | 10  | 18 | 4  | 2 | 12 | 26 | 49 | −23 |
| 8   | Académico do Porto   | 8   | 18 | 3  | 2 | 13 | 24 | 53 | −29 |
| 9   | Leixões              | 7   | 18 | 1  | 5 | 12 | 26 | 70 | −44 |
| 10  | Vitória de Setúbal   | 5   | 18 | 1  | 3 | 14 | 7  | 67 | −60 |

## Resultados
| Mandante \ Visitante | POR | SPO | BEL | BEN | BAR | ACC | CAR | ACP  | LEI | VTS  |
| -------------------- | --- | --- | --- | --- | --- | --- | --- | ---- | --- | ---- |
| Porto                | —   | 4–2 | 3–2 | 4–2 | 5–1 | 6–0 | 6–0 | 6–1  | 5–1 | 11–0 |
| Sporting             | 4–3 | —   | 4–1 | 3–1 | 7–3 | 6–1 | 4–0 | 11–2 | 8–1 | 12–0 |
| Belenenses           | 0–1 | 0–0 | —   | 2–0 | 6–0 | 5–0 | 1–0 | 6–1  | 9–0 | 8–0  |
| Benfica              | 2–3 | 1–3 | 4–2 | —   | 5–1 | 4–1 | 3–2 | 1–0  | 7–2 | 9–1  |
| Barreirense          | 2–3 | 0–0 | 2–2 | 0–1 | —   | 2–0 | 1–0 | 1–1  | 4–1 | 3–1  |
| Académica de Coimbra | 0–2 | 2–5 | 2–2 | 5–4 | 5–1 | —   | 2–2 | 5–2  | 3–1 | 5–0  |
| Carcavelinhos        | 2–3 | 2–5 | 1–5 | 1–3 | 2–3 | 0–4 | —   | 3–2  | 5–2 | 0–0  |
| Académico do Porto   | 0–2 | 0–1 | 2–3 | 1–5 | 0–1 | 8–2 | 1–3 | —    | 0–0 | 1–0  |
| Leixões              | 2–5 | 2–9 | 1–3 | 3–3 | 0–1 | 3–3 | 4–1 | 1–2  | —   | 1–1  |
| Vitória de Setúbal   | 0–4 | 0–3 | 0–1 | 0–3 | 0–1 | 1–2 | 0–2 | 2–0  | 1–1 | —    |

## Melhores Marcadores
| Pos | Jogador             | Clube      | G  |
| --- | ------------------- | ---------- | -- |
| 1   | Peyroteo            | Sporting   | 29 |
| 1   | Slavko Kodrnja      | Porto      | 29 |
| 3   | Francisco Rodrigues | Benfica    | 21 |
| 4   | Perfeito Rodrigues  | Belenenses | 16 |
| 5   | Horácio Tellechea   | Belenenses | 14 |
| 5   | Franjo Petrack      | Porto      | 14 |
| 7   | Adolfo Mourão       | Sporting   | 12 |
| 8   | Rafael Correia      | Belenenses | 11 |
| 8   | Armando Ferreira    | Sporting   | 11 |
| 8   | Gomes da Costa      | Porto      | 11 |

## Campeão
| Campeonato Nacional da Primeira Divisão de 1939–40 |
| -------------------------------------------------- |
| Porto 3º Título                                    |